# 제네바 협약 (1929년)
1929년 제네바 협약(The Geneva Convention)은 1929년 7월 27일 스위스 제네바에서 서명되었다. 공식 명칙은 〈1929년 7월 27일 제네바 전쟁 포로 대우에 대한 협약〉(Convention relative to the Treatment of Prisoners of War, Geneva July 27, 1929)이다. 1931년 6월 19일 실효되었다. 제2차 세계 대전에서 전쟁 포로 대우에 대한 법률적 근거를 제공한 제네바 협약이 바로 이것이었다. 이 협약은 1949년에 서명된 제3차 제네바 협약의 선례가 되기도 했다.
1911년 11월 6일 서명되고, 1912년 1월 13일 공포된 헤이그 협약에서 일본은 서명을 했지만, 군부와 추밀원의 반대로 비준을 하지 않았다.
국제 적십자 위원회에서